# Gabriel Mikulas
Gabriel Horacio Mikulas (Córdoba, 3 gennaio 1981) è un ex cestista argentino.

## Carriera
Con l'Argentina ha disputato i Giochi panamericani di Rio de Janeiro 2007.